# Аластор Муди
Аластор  Муди е измислен герой от поредицата        
Хари Потър на Джоан Роулинг. Той е известен в магьосническия свят като най-умелият аврор,
победил в дуел множество черни магьосници.
Той се появява за пръв път в четвъртата книга – Хари Потър и Огненият бокал. Описван е като човек с множество белези – загубил е единия си крак, едното си око и част от носа си по време на работата си като аврор. На мястото на загубеното си око Муди има магическо, което вижда през стени, врати и собствения му тил. То постоянно се върти в очната кухина, откъдето идва и прякорът му.
По молба на Албус Дъмбълдор, в четвъртата част „Хари Потър и огнения бокал“, мнимият Миди става учител по черни изкуства в училището за магия „Хогуортс“. През целия филм защитава Хари. Това ясно си проличава, когато Драко Малфой напада в гръб Хари Потър, след което професор Муди трансфигурира Малфой, а след това го пребива от бой в стените на замъка. Професор МакГонагъл прави забележка на Лудоокия. 
В края на филма, след като Седрик Дигъри е убит от Лорд Волдемор се оказва, че течността,мнимият  която Аластор пиел постоянно е била многоликова отвара. Барти Крауч(младши), който е смъртожаден е 
изпратен в Азкабан заради използване на проклятието „Круциатус“, (бил заключил истинския Аластор Муди). Лудоокият е убит  в „Хари Потър и даровете на Смъртта".
.